# Италијански бојни брод Виторио Емануеле
Виторио Емануеле (итал. Vittorio Emanuele, Виктор Емануел III) је био италијански бојни брод класе Ређина Елена. Поринут је у луци Кастеламаре ди Стабија 1904. године.
Овај је брод био адмиралски за скоро све време своје службе. Током италијанско-турског рата учествује у заузимању Тобрука и Бенгазија, операцијама у Дарданелима и егејском мору до заузимања Родоса и додеканеских острва.
Током Првог светског рата службује између Таранта, Бриндизија, Валоне и егејског мора, када учествује у 8 ратних мисија.
Отписан је и исечен 1923.